# Saxicola macrorhynchus
Saxicola macrorhynchus là một loài chim trong họ Muscicapidae.